# Copo americano

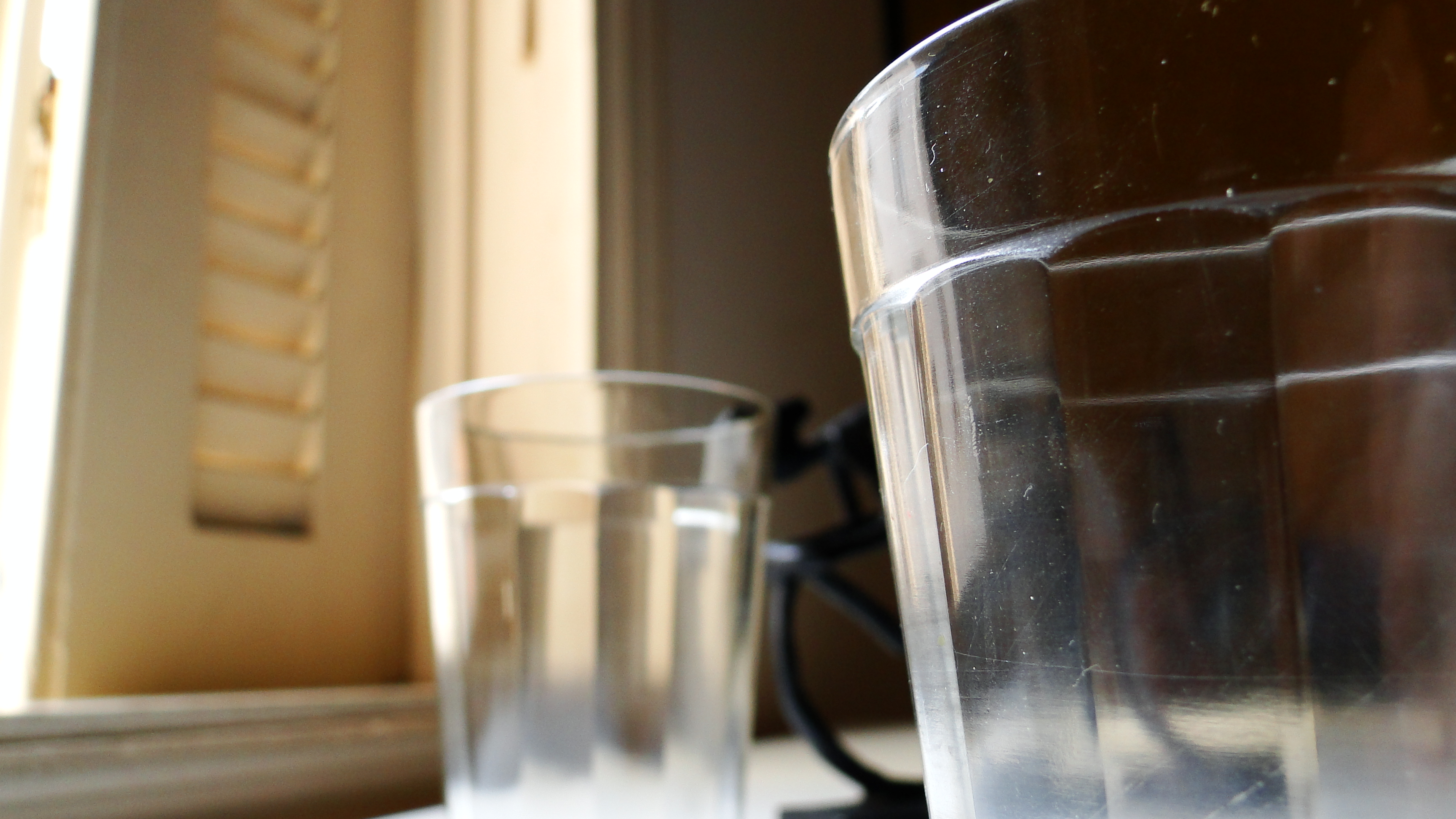

O copo americano é um modelo de copo brasileiro com capacidade de 190 ml. É fabricado pela empresa paulista Nadir Figueiredo. 

## Relevância
É a vidraria mais comum no Brasil, com mais de 6 bilhões de unidades produzidas desde sua criação até o ano de 2010. É usado em restaurantes e bares casuais do país, e também considerado como uma unidade de medida padrão para receitas culinárias no Brasil.

## História
O recipiente feito de vidro, de formato cilíndrico foi desenvolvido pelo empresário mineiro Nadir Dias de Figueiredo em 1947.

### Origem do nome
Inicialmente, era fabricado em São Paulo com maquinário vindo dos Estados Unidos, daí o nome copo americano.

### Design:Soviet glass
O copo americano é muito semelhante ao copo que nos Estados Unidos é chamado de soviet glass (copo soviético, vide Faceted glass), com design atribuído à escultora Vera Mukhina devido ao fato de, em 1943, ela ter presidido o Workshop de Vidro Artístico de Leningrado. Mas não há documentos que comprovem essa autoria.

### Ascensão:copo Lagoinha
Em Belo Horizonte é também conhecido como copo lagoinha, nome devido à região de mesmo nome considerado um local tradicional do samba e da boêmia da capital mineira, além do consumo de cerveja. No bairro Lagoinha, surgiu um movimento Viva Lagoinha com intenção de registrar e mudar o nome do copo.

## Múltiplos usos

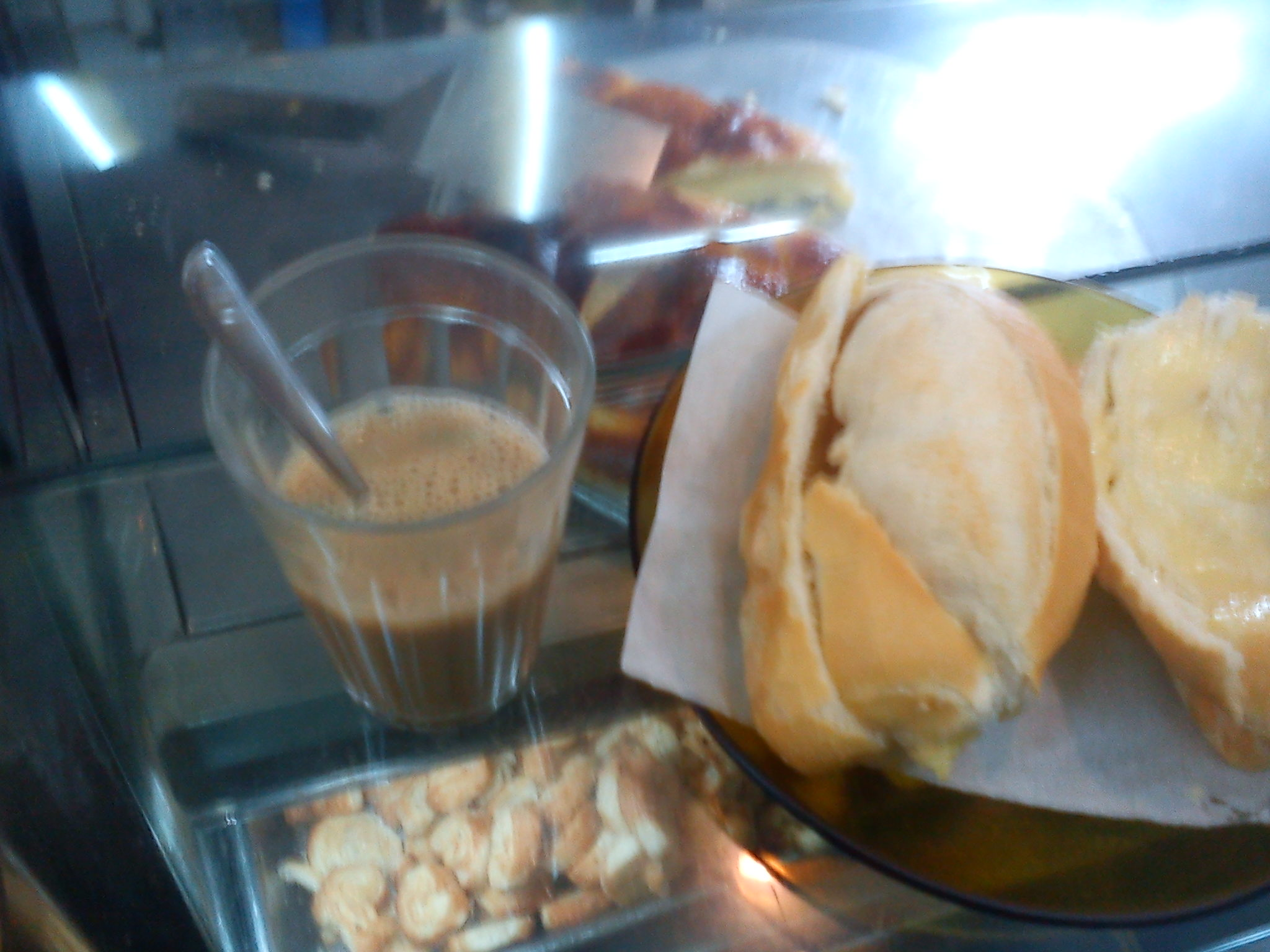
Copo americano, sendo utilizado no tradicional pingado com pão com manteiga

É um utensílio popular, muito utilizado em padarias, bares e botecos do Brasil, é utilizado para se tomar desde café até cachaça. É também muito utilizado como medida em receitas culinárias e até como medida de sabão em pó para lavagem de roupa. Foi eleito nos anos 90 “O melhor copo para se tomar cerveja do Brasil”.

## Comercialização

Jarra de vidro, modelo copo americano

No mercado atacadista o produto é conhecido como americano, ou 2010, devido ao código interno de referência utilizada pela empresa fabricante. O produto tem em seu fundo a logomarca da empresa estampada. O modelo original foi expandido para copos com o mesmo design com capacidade diferentes, assim como outros objetos de vidraria foram incorporados a linha, que passou a contar com produtos de vidro colorido além do original que é transparente.

## Museu de Arte Moderna (MOMA)
É um ícone do Brasil e que faz parte da história do país, tendo inclusive sido exposto em 2009 no MOMA de Nova York como um símbolo do design brasileiro. Seu desenho é reconhecido como um dos grandes designs do Brasil, e tem a marca e o desenho 3D patenteados pela fabricante Nadir Figueiredo S/A. Todo o mérito deve ser atribuído ao próprio empresário e fundador da empresa Nadir Figueiredo.

## Finalmente americano
Em julho de 2019 a H.I.G. Capital empresa de investimento em ativos alternativos e private equity sediada em Miami adquiriu o controle acionário da então empresa brasileira Nadir Figueiredo, encerrando um ciclo de 107 anos de existência, e o copo americano passou a ser produzido por uma empresa americana.